# بیلی جریش
بیلی جریش (انگلیسی: Billy Gerrish؛ 28 december 1884 – ۸ اوت ۱۹۱۶) بازیکن فوتبال اهل پادشاهی متحد بریتانیای کبیر و ایرلند بود.
از باشگاه‌هایی که در آن بازی کرده‌است می‌توان به باشگاه فوتبال بریستول راورز، باشگاه فوتبال چسترفیلد، باشگاه فوتبال پرستون نورث اند، و باشگاه فوتبال استون ویلا اشاره کرد.